# 80s Top 880
De 80s Top 880 (ook bekend als Radio Veronica's 80s Top 880) is een jaarlijks terugkerende hitparade, waarin de 880 populairste platen van de jaren 80 staan. De volgorde van de platen is gebaseerd op stemmen die door de bezoekers van de website van Radio Veronica worden uitgebracht. In het voorjaar van 2010 werd de zesde editie van deze hitlijst uitgezonden.

## Geschiedenis
Na de herstart van Radio Veronica in 2003 besloot de zenderleiding om de aloude Top 100 Aller Tijden voort te zetten als de Top 1000 Allertijden. Naar aanleiding van het succes van de Top 1000 werden spin-offs van deze lijst bedacht, waaronder een albumlijst en een lijst met uitsluitend platen uit de jaren 80. In april 2005 werd de eerste editie van deze 80s Top 880 uitgezonden. In de weken daarvoor konden luisteraars hun stem uitbrengen op hun favoriete plaat op de website van Radio Veronica. De keuzelijst werd bepaald aan de hand van de ruim 3000 platen die in de jaren 80 in de Nederlandse Top 40 hadden gestaan, aangevuld met een aantal platen die dat niet was gelukt, zoals albumtracks.
De lijst kent weinig verrassingen; de populairste artiesten en platen komen al regelmatig langs in de gewone programma's van Radio Veronica. Queen, Madonna, UB 40 en U2 staan het vaakst genoteerd in de editie van 2010. Michael Jackson kwam vaker voor in de lijst dan in de jaren daarvoor, uiteraard als gevolg van zijn dood in 2009.

## Editie 2005
De eerste editie van de 80s Top 880 werd uitgezonden van 11 t/m 16 april 2005. De top 10 van 2005:
1. Sunday Bloody Sunday – U2
2. When the Lady Smiles – Golden Earring
3. In the Air Tonight – Phil Collins
4. Paradise City – Guns N' Roses
5. Jeanny – Falco
6. Run to You – Bryan Adams
7. Take on Me – A-ha
8. Livin' on a Prayer – Bon Jovi
9. The Reflex – Duran Duran
10. Billie Jean – Michael Jackson

## Editie 2006
Deze editie werd uitgezonden van 4 t/m 10 maart 2006. De top 10 van 2006:
1. Sunday Bloody Sunday – U2
2. Jeanny – Falco
3. Paradise City – Guns N' Roses
4. In the Air Tonight – Phil Collins
5. When the Lady Smiles – Golden Earring
6. Take on Me – A-ha
7. Kayleigh – Marillion
8. Livin' on a Prayer – Bon Jovi
9. Billie Jean – Michael Jackson
10. The Reflex – Duran Duran

## Editie 2007
Deze editie werd uitgezonden van 18 t/m 23 maart 2007. De editie werd herhaald van 27 augustus t/m 1 september 2007. De top 10 van 2007:
1. With or Without You – U2
2. Sweet Child o' Mine – Guns N' Roses
3. When the Lady Smiles – Golden Earring
4. Take on Me – A-ha
5. Brothers in Arms – Dire Straits
6. Sunday Bloody Sunday – U2
7. In the Air Tonight – Phil Collins
8. Like a Prayer – Madonna
9. Goodnight Saigon – Billy Joel
10. The Final Countdown – Europe

## Editie 2008
Deze editie werd uitgezonden van 24 t/m 29 maart 2008. De lijst werd herhaald van 13 t/m 18 oktober 2008. De top 10 van 2008:
1. When the Lady Smiles – Golden Earring
2. With or Without You – U2
3. Brothers in Arms – Dire Straits
4. Livin' on a Prayer – Bon Jovi
5. In the Air Tonight – Phil Collins
6. Sweet Child o' Mine – Guns N' Roses
7. Goodnight Saigon – Billy Joel
8. I Want to Break Free – Queen
9. Belfast Child – Simple Minds
10. Sunday Bloody Sunday – U2

## Editie 2009
Deze editie werd uitgezonden in maart 2009. Level 42 bassist Mark King schoof aan bij Erwin Peters om samen de top 10 te presenteren. Deze lijst werd herhaald van 21 t/m 26 september 2009. De top 10 van 2009:
1. With or Without You – U2
2. Sweet Child o' Mine – Guns N' Roses
3. In the Air Tonight – Phil Collins
4. When the Lady Smiles – Golden Earring
5. Brothers in Arms – Dire Straits
6. Livin' on a Prayer – Bon Jovi
7. Belfast Child – Simple Minds
8. Lessons in Love – Level 42
9. Kayleigh – Marillion
10. Take on Me – A-ha

## Editie 2010
De top 10 van 2010, de lijst werd uitgezonden van 8 t/m 13 februari 2010.
1. Sweet Child o' Mine – Guns N' Roses
2. With or Without You – U2
3. In the Air Tonight – Phil Collins
4. Livin' on a Prayer – Bon Jovi
5. Belfast Child – Simple Minds
6. Take on Me – A-ha
7. Brothers in Arms – Dire Straits
8. Thriller – Michael Jackson
9. When the Lady Smiles – Golden Earring
10. Still Loving You – Scorpions

## Editie 2011
De top 10 van 2011. Vanaf 24 januari 2011 kon gestemd worden op de editie van 2011, die van 7 t/m 12 februari werd uitgezonden.
1. Sweet Child o' Mine – Guns N' Roses
2. When the Lady Smiles – Golden Earring
3. With or Without You – U2
4. Paradise by the Dashboard Light – Meat Loaf
5. Brothers in Arms – Dire Straits
6. Radio Ga Ga – Queen
7. In the Air Tonight – Phil Collins
8. The River – Bruce Springsteen
9. Livin' on a Prayer – Bon Jovi
10. Goodnight Saigon – Billy Joel

## Editie 2012
Uitgezonden: 23 t/m 28 januari 2012.
1. With or Without You – U2
2. Sweet Child o' Mine – Guns N' Roses
3. When the Lady Smiles – Golden Earring
4. Brothers in Arms – Dire Straits
5. Livin' on a Prayer – Bon Jovi
6. Purple Rain – Prince and The Revolution
7. Radio Ga Ga – Queen
8. Another Brick in the Wall (part two) – Pink Floyd
9. In the Air Tonight – Phil Collins
10. A Forest – The Cure

## Editie 2013
Uitgezonden: 21 t/m 26 januari 2013.
1. With or Without You – U2
2. When the Lady Smiles – Golden Earring
3. Sweet Child o' Mine – Guns N' Roses
4. Thriller – Michael Jackson
5. Livin' on a Prayer – Bon Jovi
6. Purple Rain – Prince and The Revolution
7. Another Brick in the Wall (part two) – Pink Floyd
8. The Final Countdown – Europe
9. In the Air Tonight – Phil Collins
10. Radio Ga Ga – Queen